# Dorval
Dorval è un comune del Canada, situato nella provincia del Québec, nella regione di Montréal, sull'omonima isola. Dorval è il comune più antico del lato occidentale di Montréal, essendo stato fondato nel 1667, e uno dei più antichi in Canada e nel Nord America.